# Картерес
Картерес или Караджакьой (на гръцки: Καρτερές, катаревуса Καρτεραί, Картере) е село в Гърция, дем Лъгадина, област Централна Македония с 261 жители (2001). В църковно отношение е част от Лъгадинската, Литийска и Рендинска епархия.

## География
Селото е разположено в южните поли на Карадаг (Мавровуни).

## История

### В Османската империя
През XIX век Караджакьой е турско село, числящо се към Лъгадинската каза на Османската империя. Към 1900 година според статистиката на Васил Кънчов („Македония. Етнография и статистика“) в Караджа Кьой живеят 900 души турци.

### В Гърция
След Междусъюзническата война Караджакьой попада в Гърция. През 20-те години мюсюлманското му население се изселва и в селото са настанени гърци бежанци. Според преброяването от 1928 година Карацали е чисто бежанско село с 24 бежански семейства и 84 души.
| Име           | Име           | Ново име    | Ново име     | Описание                     |
| ------------- | ------------- | ----------- | ------------ | ---------------------------- |
| Каракйка      | Καράϊκα Λόφος | Мавролофос  | Μαυρόλοφος   | възвишение на Ю от Картерес  |
| Агов гроб     | Μνήμα τού Άγά | Мнима       | Μνήμα        |                              |
| Чаир          | Τσαΐρι        | Ливадотопос | Λιβαδότοπος  | местност на ЮЗ от Картерес   |
| Курия         | Κουρί         | Микродасос  | Μικρόδασος   | местност на З от Картерес    |
| Маркова Курия | Μαρκίρ Κουρί  | Дасос Марку | Δάσος Μάρκου | възвишение на И от Крартерес |
| Допра         | Ντόπρα        | Калонери    | Καλονέρι     | река на СЗ от Картерес       |